# Henri Haget
Pour les articles homonymes, voir Haget (homonymie).

a Compétitions nationales et continentales officielles uniquement.

b Matchs officiels uniquement.
Henri Haget (dit Rico), né le 12 octobre 1905 à Biarritz et décédé le 29 septembre 1967 à Biarritz, est un joueur international français de rugby à XV évoluant au poste de trois-quarts centre puis surtout demi d'ouverture.

## Biographie
Il évolue au Biarritz olympique puis au CASG Paris, et de nouveau à Biarritz avec son frère Gabriel Haget (1914 - 1986, lui trois-quarts centre du club juste avant-guerre, champion de France 1939 et finaliste en 1938). Henri Haget est le capitaine de son équipe lors des finales de championnat de 1934 et 1935. Il dispute deux autres finales en 1938 et 1939, remportant la seconde. À l'époque où il joue à Paris, il obtient deux sélections en équipe de France : une contre l'Allemagne en 1928 et l'autre contre l'Irlande lors du Tournoi des cinq nations. Après sa carrière de joueur, il tient un café Le Terminus, lieu de troisième mi-temps bien connu.
Son fils André, suit les pas de son père en devenant international de rugby dans les années 1950 puis joueur emblématique du PUC et du BO. Une des deux tribunes du stade Aguiléra portait, tout comme l'avenue qui la longe d'ailleurs, le nom des Haget.

## Palmarès
- Championnat de France de première division :
  - Champion (2) : 1935 et 1939
  - Vice-champion (2) : 1934 et 1938
- Challenge Yves du Manoir :
  - Vainqueur (1) : 1937